# Ascorhynchus abyssi
Ascorhynchus abyssi là một loài nhện biển trong họ Ascorhynchidae. Loài này thuộc chi Ascorhynchus. Ascorhynchus abyssi được miêu tả khoa học năm 1877 bởi Sars.